# Dual-Task-Paradigma
Das Dual-Task-Paradigma beschreibt eine Art von Experimenten in der Neuropsychologie, bei denen eine Versuchsperson zwei Aufgaben gleichzeitig erledigen soll. Die Performanz bei der gleichzeitigen Abarbeitung der Aufgaben wird dann mit der Performanz bei jeweils einzelner Abarbeitung verglichen. Wenn bei der ersteren Form die Leistung geringer ausfällt, als wenn die Aufgaben einzeln erledigt werden, dann wird davon ausgegangen, dass beide Aufgaben um Speicherplatz für die Informationsverarbeitung im Gehirn konkurrieren.
Zum Beispiel ist es problemlos möglich, ein Gedicht zu zitieren, während man Fahrrad fährt. Dabei werden beide Aufgaben zusammen bzw. einzeln gleich gut gelöst. Hingegen ist es schwer möglich, ein Gedicht zu zitieren, während man selbst einen Aufsatz schreibt, da beide Tätigkeiten von den gleichen Zentren im Gehirn gesteuert werden.
Im Zusammenhang mit dem Dual-Task-Paradigma wird davon ausgegangen, dass die Kapazitäten für Informationsverarbeitungsprozesse beim Menschen beschränkt sind und in unterschiedliche Klassen aufgeteilt werden können.